# NGC 6851
NGC 6851 (другие обозначения — PGC 64044, ESO 233-21) — эллиптическая галактика (E) в созвездии Телескоп.
Этот объект входит в число перечисленных в оригинальной редакции «Нового общего каталога».